# Blåhake
Blåhake (Luscinia svecica) är en tätting som numera placeras i familjen flugsnappare. Den är en flyttfågel som häckar i Europa, Asien och nordvästra Alaska. Vintertid övervintrar den i norra Afrika och södra Asien. Blåhaken bygger sitt bo i grästuvor eller lågt i täta buskage. Internationella naturvårdsunionen IUCN kategoriserar den som livskraftig.

## Utbredning och systematik
Blåhaken häckar i ett mycket stort område i taigazonen från Nord- och Mellaneuropa och österut till östra Sibirien och allra nordvästligaste Alaska och Yukon, och så långt söderut som södra Ryska fjärran östern och nordöstra Kina.
I Norden har fågeln en vid häckningsutbredning, från Lappland och norra Finland, längs fjällen söderut till Dovre i Norge och Jämtland i Sverige. I Norden förekommer den även som häckningsfågel i södra Danmark, och då av underarten cyanecula. 
Merparten av världspopulationen är flyttfåglar som om hösten flyttar till sina vinterkvarter, företrädesvis i ett område som sträcker sig från nordvästra Afrika (söder om Sahara), och österut över Arabiska halvön, Indien, sydöstra Kina och Sydostasien.

### Underarter
En mängd populationer av blåhake har beskrivits taxonomiskt och olika auktorer erkänner olika många underarter. Idag brukar antalet variera mellan åtta och tolv. Trots variationerna i utseende har genetiska studier bekräftat att det rör sig om en enda art. Läs mer om dräktskillnader i stycket Utseende och läte. Här följer de underarter som erkänns av Clements et al 2021, som delar upp dem i fyra grupper:
- "Rödstjärnig blåhake", svecica- gruppen
  - Luscinia svecica svecica, inkl. gaetkei (Kleinschmidt, 1904) och robusta (Buturlin, 1907) – häckar i norra Skandinavien och österut till Tjuktjerhalvön och nordvästra Alaska, och söderut till norra Xinjiang och norra Mongoliet. Övervintrar i norra Afrika och södra Asien
  - Luscinia svecica volgae (Kleinschmidt, 1907) – häckar från nordöstra Ukraina till floden Volga
  - Luscinia svecica luristanica (Ripley 1952) (behandlas ibland som synonym med magna) – häckar från Armenien till sydvästra Iran. Övervintrar i ett område som sträcker sig från Irak till Sudan
  - Luscinia svecica pallidogularis (Zarudny, 1897), inkl. saturatior (Sushkin 1925), altaica (Sushkin 1925) och kobdensis (Tugarinov 1929) – häckar från floden Volga genom stäppen i södra Sibirien till Altai och övre Jenisej, och söderut till Turkmenistan
  - Luscinia svecica tianschanica Tugarinov 1929 (behandlas ibland som synonym med saturatior) – häckar i bergskedjorna Pamir och Tien Shan
  - Luscinia svecica abbotti (Richmond 1896) – häckar från västra Pakistan till nordvästra Indien
  - Luscinia svecica przewalskii – häckar från inre Mongoliet till Qinghai i västra Kina och södra Tibet
  - Luscinia svecica kobdensis – häckar i Xinjiang i västra Kina
- "Iberisk blåhake"
  - Luscinia svecica azuricollis – häckar i norra Spanien
- "Vitstjärnig blåhake" cyanecula-gruppen
  - Luscinia svecica cyanecula (Meisner, 1804) – häckar i Centraleuropa och Spanien. Övervintrar i norra Afrika
  - Luscinia svecica namnetum (Mayaud, 1934) – häckar i västra Frankrike
- "Kaukasisk blåhake"
  - Luscinia svecica magna (Zarudny & Loudon, 1904) – häckar i Kaukasus och österut till Turkiet och Iran; övervintrar i ett område som sträcker sig från Sudan till Etiopien

I verket Handbook of Western Palearctic Birds (Shirihai & Svensson 2018) föreslås en annan underartsindelning, där volgae anses vara en hybridform mellan svecica, cyanecula och pallidogularis. Sedan 2022 följer svenska BirdLife Sverige denna indelning.

### Förekomst i Sverige
I Sverige häckar blåhaken av nominatformen svecica, främst i fjälltrakterna, från Lappland i norr och längs fjällen söderut till Jämtland. Under flytten observeras den över hela landet. En studie av blåhakar av underarten svecica som häckar i Norge och i Tjeckien visade att de övervintrar i Indien varför det är troligt att även svenska häckfåglar flyttar åt sydost.
Underarten cyanecula var länge en raritet i Sverige, men häckar numera sparsamt på Västkusten. Den påträffades första gången i juni 1943 när en hane sjöng i Oset i Närke. Länge var den en mycket sparsam gäst i Sverige, med inte ett enda fynd 1976-1980. Från 2011 började den uppträda årligen. 2015 gjorde häckningsförsök i Skåne och 2018 häckade den tillfälligt i Halland. Inventeringar utförda 2020 och 2021 visade på mellan tolv och 17 sjungande hanar. Av 39 sjungande hanar 2017–2021 hittades 36 i Halland. Nio av hanarna representerade häckande par och andrakullar upptäcktes från fyra par.

### Släktskap
Tidigare klassificerades blåhaken som en trast (Turdidae) men genetiska studier visar att den, liksom bland annat stenskvättor, buskskvättor, rödstjärtar och stentrastar. Den är närmast släkt med asiatiska arten vitbukig näktergal, tidigare betraktad som en avvikande rödstjärt i egna släktet Hodgsonius och med det svenska namnet vitbukig rödstjärt. Dessa två utgör en grupp tillsammans med näktergal (L. luscinia) och sydnäktergal (L. megarhynchos). Numera placeras alla fyra arter i släktet Luscinia. Vissa, som BirdLife International, väljer dock att behålla vitbukig näktergal i Hodgsonius och lyfta ut blåhaken i ett eget släkte, Cyanecula.

## Utseende och läte

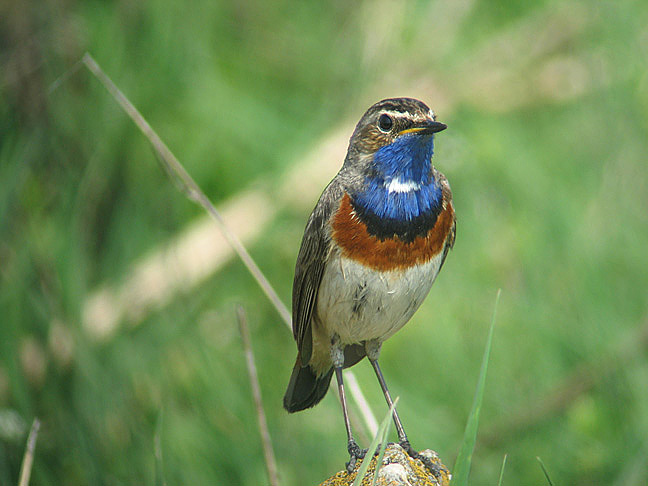
Hane "iberisk blåhake" av underarten azuricollis som liksom vitstjärnig blåhake har vit strupfläck, till skillnad från nominatformens roströda dito.

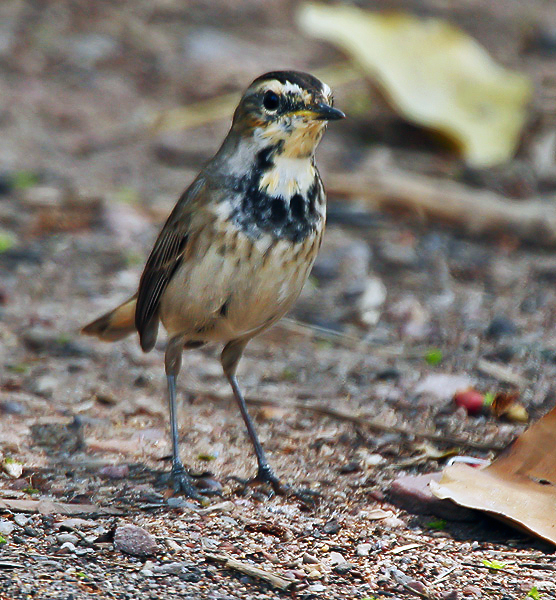
Honfärgad i vinterkvarter, dvs individ i första vinterdräkt eller adult hona.

Blåhaken är en ganska liten och slank fågel med långa ben. Den har ett vingspann på 13–15 cm och den väger 12–25 gram.
Blåhakens utseende varierar mycket beroende på årstid, ålder och kön. Artens många underarter skiljer sig även åt vad gäller hanarnas utseende. Honorna är i stort sett identiska. I alla dräkter har den dock ett tydligt vitaktigt ögonbrynsstreck och roströda fält på stjärtbasens sidor, där det senare främst syns när den flyger eller när den sittande knycker på stjärten. Den har en tunn svart näbb och svarta ögon.
Som namnet antyder är blåhakehanens strupe och övre bröst blått. I mitten av det blå finns hos hanarna av underartsgruppen svecica en roströd fläck medan den europeiska underartsgruppen cyanecula har en vit fläck. Underarten magna saknar helt fläck. Honan har inte det färgstarka blåa i sin fjäderdräkt utan mer otydligt ljusblått, eller saknar helt blått. Stjärten hos båda könen har roströda fält på stjärtbasens sidor.
Hanens fjäderdräkt blir på vintern mer lik honans. Hakan och strupen är då vita och av den blå fläcken återstår endast ett band nedtill på bröstet. Där bakom ligger då ett svart tvärband och bakom detta ett rödbrunt. Honan har endast i undantagsfall det rödbruna tvärbandet.
Blåhaken befinner sig ofta på marken och hoppar fram med lätt hängande vingar för att ibland stanna upp och knycka med stjärten.

### Läte
Hannen har en stark, varierad, härmande sång som ibland påminner om näktergalens, som är en nära släkting till blåhaken. Det mest utmärkande för sången är ett surrande läte, blandat med klarare, klocklika toner, som påminner om toner från stränginstrumentet lira. De olika underartsgrupperna går att särskilja på lätet.

## Ekologi
I norra Europa föredrar den att häcka i viden och sank fjällbjörkskog medan övriga Europas blåhakar föredrar busk- eller vassområden i sanka områden vid våtmarker och åar. Det förekommer också att den häckar i torrare, bergig terräng. Under höstflytten rastar den i vassar och i frodig vegetation nära vatten. Blåhaken gömmer sitt bo väl, lågt i busksnår eller direkt på marken i en grästuva i närheten av vatten. Det skålformiga boet byggs av torrt gräs och torra blad, och fodras med fina strån. Under 12–14 dagar ruvar honan de 5–7 äggen, som går i en blek grönaktig eller grönblå färg med roströda fläckar. Båda föräldrarna tar hand om ungarna som lämnar boet efter tolv till 14 dagar. Födan, som består av insekter, deras larver och puppor samt maskar, söker blåhaken oftast vid vatten och på fuktiga platser. På hösten kan den även äta bär.

## Blåhaken och människan

### Status och hot
Den globala populationen av blåhake är inte hotad utan IUCN kategoriserar den som livskraftig (LC). Arten är inte heller upptagen på röda listan över hotade arter i Sverige. Den tros dock minska något i antal, med 10–30 % de senaste 30 åren, och de senaste tio med 13 %. Beståndet uppskattas till 231 000 par.

### Namn
På latin betyder det vetenskapliga namnet Luscinia svecica "den svenska näktergalen" och den kallas ibland för "Nordens näktergal". Blåhaken har förr kallats "blåhane". Blåhaken är svenska Lapplands landskapsfågel.